# Eustach Cihelka
Eustach Cihelka (1. května 1874, Mokré Lazce – 25. listopadu 1947, Opava) byl český podnikatel a umělec.

## Život
Vyučil se zámečníkem. V roce 1900 si pořídil v Háji ve Slezsku strojírnu se slévárnou a vyráběl pumpy všeho druhu. Firma "Pumpy Cihelka Háj" pokračovala ve výrobě i po předání synovi Oldřichovi v roce 1936. Oldřich pokračoval v rodinném podnikání až do roku 1948, kdy byl podnik znárodněn a už nikdy nebyl rodině Cihelkových navrácen.
Eustach Cihelka se od malička pohyboval v prostředí českých vlastenců a přesvědčených Čechů, což utvářelo jeho národní cítění. Spolupracoval s Maticí Opavskou a byl spoluorganizátorem Tábora lidu na Ostré Hůrce 22. září 1918. V jeho dílnách byly připravovány letáky a plakáty s protihabsburskou tematikou a s výzvou na vytvoření ČSR.
Významně se podílel na kulturním a politickém dění v Háji ve Slezsku; byl spoluzakladatelem Sokola, sboru dobrovolných hasičů a Ochotnického divadla. Častým hostem u něj býval Petr Bezruč i akademický sochař profesor Josef Wagner, autor památníku povstání na Ostré Hůrce ve Slezsku.